# پلئوس
پلئوس (به یونانی: Πηλεύς, Pēleus)، عنوان پهلوانی در اساطیر یونانی، پسر آیاکوس پادشاه افسانه‌ای جزیرهٔ ایجاینا، و اندئیس، نیمف کوه‌های پلیون در تسالی بود. او با حوری دریایی به نام ثتیس ازدواج کرد و حاصل این پیوند قهرمان نامدار یونانی در داستان جنگ تروآ، آشیل بود.
پلئوس و برادرش تلامون از دوستان هراکلس، پهلوان یونانی بودند و در سفر او علیه آمازون‌ها، نبردش در مقابل شاه لائومدون، و همچنین جستجوی گنجینهٔ پشم زرین در کنار یاسون و آرگونوت‌ها شرکت داشتند.

## نام و تبار
طبق یک افسانه، به گفته سوفوکل تراژدی‌نویس یونانی، تیرو از پوزئیدون باردار شده بود؛ اما تولد دو پسر خود پلئوس و نله را از مردم مخفی کرد و آن‌ها را سر راه گذاشت. گله اسبی که متعلق به بازرگانان بود، در آن زمان از راه می‌گذشت و یکی از اسبان لگدی به صورت یکی از دو کودک زد و با کبود شدن صورت کودک، بازرگانان آن کودک را پلئوس (کبود) نام نهادند. در روایت سوفوکل، این دو کودک را مادیانی شیر می‌دهد (اسب نماد مقدس پوزئیدون است) و بعدها نزد مادر خود باز می‌گردد.
براساس اسطوره‌ها، سیزیف از برادر خود سالمونئوس بیزار بود و طبق یک پیشگویی، اگر با تیرو، دختر سالمونئوس ازدواج می‌کرد، فرزندانش می‌توانستند از او انتقام بگیرند. تیرو در این روایت، از سیزیف صاحب دو پسر می‌شود. تیرو شیدای انی‌په رود خدای تسالی بود و پوزئیدون که تیرو را دوست می‌داشت، در هیأت انی‌په با تیرو در آمیخت و از او صاحب پسرهایی دوقلو به نام پلیاس و نِله شد. پلیاس در روایتی انتقام مادر خود را از زن دوم کرته که با تیره بد رفتاری کرده بود می‌گیرد.

## همسر
دربارهٔ تبار پلئوس روایات متعددی وجود دارد. طبق یکی از این روایات، زئوس عاشق ثتیس بود اما چون شنید که فرزند ثتیس از پدر قوی‌تر خواهد بود، او را به همسری پلئوس درآورد. در جشن ازدواج این دو بود که اریس سیب نفاق را به میان آورد که زمینه‌ساز جنگ تروآ شد.

## سرانجام پلئوس
در اساطیر، از پلئوس به عنوان غاصبی شرور یاد می‌شود که سیدور زن بدرفتار کرته را در معبد هرا می‌کشد و به سبب همین خطا به دست ژازون پسر بزرگ کرته، در پاتیلی از آب جوش هلاک می‌شود. در این روایت ژازون به دختران پلئوس اطمینان می‌دهد که می‌تواند پدر سالخورده آنان را جوان سازد و برای جلب اطمینان آنان گوسفند پیری را مثله و در دیگی از آب جوش می‌افکند و پس از لحظه‌ای، بره‌ای جوان را از دیگ خارج می‌کند. دختران پلئوس نیز به همین طریق پدر را مثله و در دیگی از آب جوش می‌افکنند و پلئوس کشته می‌شود.

## فرزند پلئوس
فرزند ثتیس از پلئوس، آشیل، قویترین جنگجوی یونانیان در جنگ تروا، و قهرمان حماسه ایلیاد هومر بود. آشیل در جنگ تروا با تیر پاریس کشته شد.